# Critérium des Espoirs 2005
Il Critérium des Espoirs 2005, terza edizione della corsa valevole come prova del circuito UCI Europe Tour 2005 categoria 2.2, si svolse in due tappe dal 19 al 20 febbraio 2005 per un percorso totale di 240 km con partenza da Urrugne e arrivo a Saint-Jean-de-Luz. Fu vinta dal francese Jean Mespoulède, del team CC Marmande, che si impose in 5 ore 58 minuti netti, alla media di 40,22 km/h.
Al traguardo di Saint-Jean-de-Luz 95 ciclisti completarono la competizione.

## Tappe
| Tappa  | Data        | Percorso                              | km  | Vincitore di tappa | Leader cl. generale |
| ------ | ----------- | ------------------------------------- | --- | ------------------ | ------------------- |
| 1ª     | 19 febbraio | Urrugne > Urrugne                     | 167 | Médéric Clain      | Médéric Clain       |
| 2ª     | 20 febbraio | Saint-Jean-de-Luz > Col d'Ibardin     | 73  | Paul Brousse       | Jean Mespoulède     |
| 3ª     | 20 febbraio | Saint-Jean-de-Luz > Saint-Jean-de-Luz | 81  | Annullata          |                     |
| Totale | Totale      | Totale                                | 321 |                    |                     |

## Dettagli delle tappe

### 1ª tappa
- 19 febbraio: Urrugne > Urrugne – 167 km

Risultati
| Pos. | Corridore        | Squadra      | Tempo    |
| ---- | ---------------- | ------------ | -------- |
| 1    | Médéric Clain    | Oddass Diem. | 4h04'26" |
| 2    | Andrej Pčelkin   | Dynamo Mosca | a 2"     |
| 3    | Vincent Templier | Oddass Diem. | a 5"     |

| Pos. | Corridore        | Squadra      | Tempo    |
| ---- | ---------------- | ------------ | -------- |
| 1    | Médéric Clain    | Oddass Diem. | 4h04'26" |
| 2    | Andrej Pčelkin   | Dynamo Mosca | a 2"     |
| 3    | Vincent Templier | Oddass Diem. | a 5"     |

### 2ª tappa
- 20 febbraio: Saint-Jean-de-Luz > Col d'Ibardin – 73 km

Risultati
| Pos. | Corridore         | Squadra     | Tempo    |
| ---- | ----------------- | ----------- | -------- |
| 1    | Paul Brousse      | Chateauroux | 1h53'25" |
| 2    | Jean Mespoulède   | Marmande 47 | a 4"     |
| 3    | Christophe Rinero | RAGT        | s.t.     |

| Pos. | Corridore          | Squadra       | Tempo    |
| ---- | ------------------ | ------------- | -------- |
| 1    | Jean Mespoulède    | Marmande 47   | 5h58'00" |
| 2    | Christophe Rinero  | RAGT          | s.t.     |
| 3    | Fabrice Jeandesboz | Côtes d'Armor | a 5"     |

### 3ª tappa
- 20 febbraio: Saint-Jean-de-Luz > Saint-Jean-de-Luz – 81 km

Annullata

## Evoluzione delle classifiche
| Tappa              | Vincitore          | Classifica generale | Classifica scalatori | Classifica sprint  |
| ------------------ | ------------------ | ------------------- | -------------------- | ------------------ |
| 1ª                 | Médéric Clain      | Médéric Clain       | Freddy Ravaleu       | Fabrice Jeandesboz |
| 2ª                 | Paul Brousse       | Jean Mespoulède     | Freddy Ravaleu       | Fabrice Jeandesboz |
| 3ª                 | annullata          | Jean Mespoulède     | Freddy Ravaleu       | Fabrice Jeandesboz |
| Classifiche finali | Classifiche finali | Jean Mespoulède     | Freddy Ravaleu       | Fabrice Jeandesboz |

## Classifiche finali

### Classifica generale
| Pos. | Corridore          | Squadra       | Tempo    |
| ---- | ------------------ | ------------- | -------- |
| 1    | Jean Mespoulède    | Marmande 47   | 5h58'00" |
| 2    | Christophe Rinero  | RAGT          | s.t.     |
| 3    | Fabrice Jeandesboz | Côtes d'Armor | a 5"     |
| 4    | Íñigo Chaurreau    | AG2R Prév.    | a 12"    |
| 5    | Mikel Astarloza    | AG2R Prév.    | a 1'08"  |
| 6    | Médéric Clain      | Oddass Diem.  | a 1'12"  |
| 7    | Evgenij Sokolov    | Dynamo Mosca  | s.t.     |
| 8    | Nicolas Portal     | AG2R Prév.    | s.t.     |
| 9    | Hubert Dupont      | RAGT          | s.t.     |
| 10   | Mathieu Perget     | Roubaix       | a 1'17"  |

### Classifica scalatori
| Pos. | Corridore             | Squadra      | Punti |
| ---- | --------------------- | ------------ | ----- |
| 1    | Freddy Ravaleu        | Oddass Diem. | 14    |
| 2    | Paul Brousse          | Chateauroux  | 12    |
| 3    | Émilien-Benoît Bergès | RAGT         | 10    |
| 4    | Hubert Dupont         | RAGT         | 10    |
| 5    | Jean Mespoulède       | Marmande 47  | 9     |

### Classifica sprint
| Pos. | Corridore          | Squadra       | Tempo |
| ---- | ------------------ | ------------- | ----- |
| 1    | Fabrice Jeandesboz | Côtes d'Armor | 8     |
| 2    | Paul Brousse       | Chateauroux   | 5     |
| 3    | Fabien Broca       | Ent Sud Gasc. | 5     |
| 4    | Thomas Nosari      | Roubaix       | 3     |
| 5    | Sylvain Cheval     | Côtes d'Armor | 3     |